# Fiat 520
Fiat 520 – samochód osobowy produkowany przez FIAT-a w latach 1927–1929 oraz jako model 520T (od Taxi) w latach 1928–1930. Nazwa 520 odnosi się także do produkowanego w latach 1921–1922 luksusowego pojazdu określanego jako "Superfiat" lub "Super Fiat".

## Fiat 520
Był to nowy model samochodu osobowego średniej klasy napędzanego 6-cylindrowym silnikiem rzędowym, dolnozaworowym o pojemności 2244 cm3 i mocy 46 KM co pozwalało osiągnąć prędkość 90 km/h. Napęd poprzez 4-biegową skrzynię biegów (plus bieg wsteczny) przenoszony był na koła tylne za pośrednictwem wału napędowego. Po raz pierwszy standardowo koło kierownicy znalazło się po lewej stronie. Wyprodukowano ponad 20 000 egzemplarzy. Oferowano kilka wersji nadwoziowych: berlina, landaulet, kabriolet, torpedo, tourer i limuzyna. W tej ostatniej wersji samochód kosztował 31 tys. lirów.

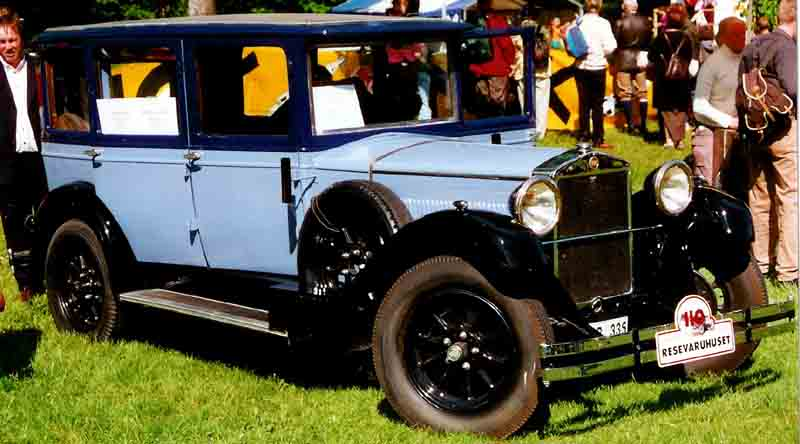
Fiat 520 w różnych konfiguracjach nadwozia
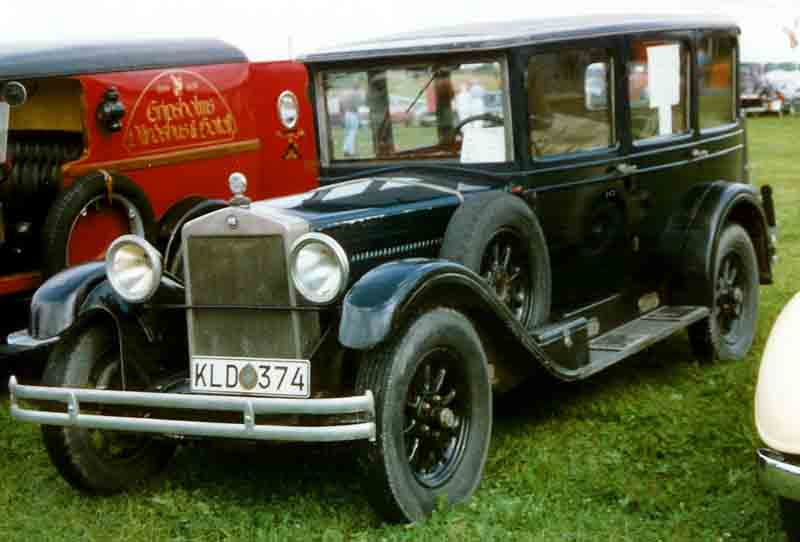
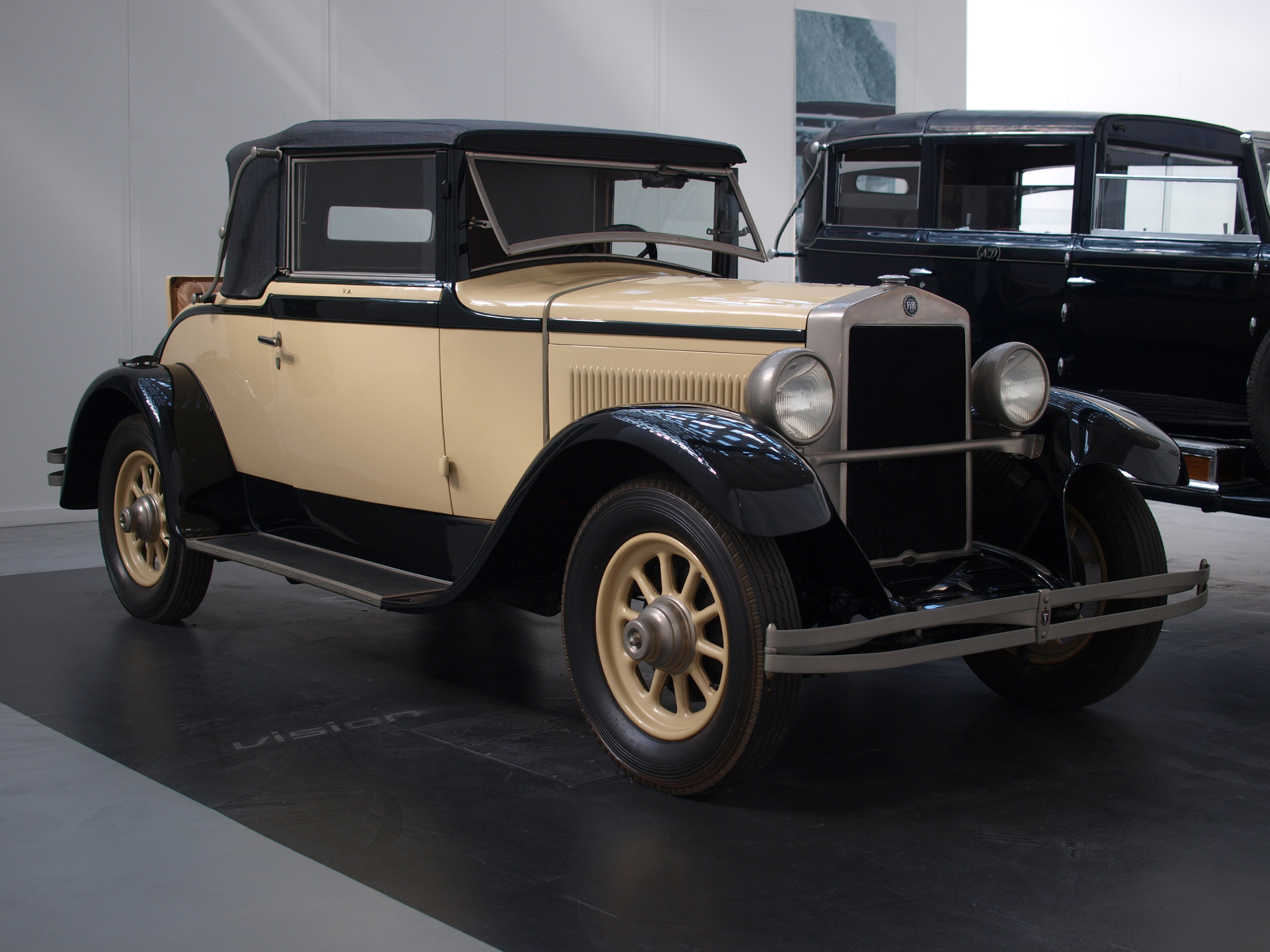
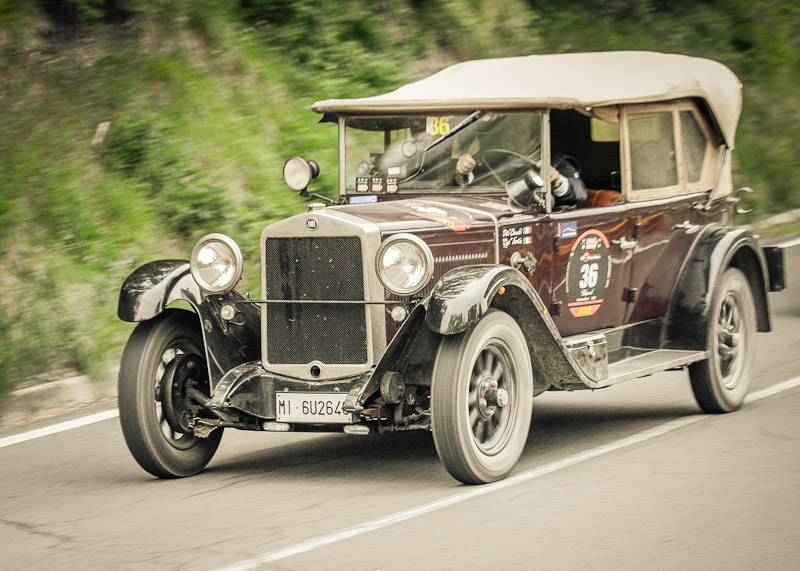

## Fiat 520T
Wersja T (Taxi) była oparta na podstawowym modelu 520, ale wyposażona w 6-cylindrowy silnik o pojemności zmniejszonej do 1866 cm3. Silnik ten przy mocy 35 KM pozwalał osiągnąć prędkość 78 km/h. W latach 1928–1930 wyprodukowano ok. 600 egzemplarzy.

## Fiat 520 "Super Fiat"
W historii firmy Fiat istniał już wcześniej samochód oznaczony symbolem 520 określany jako "Super Fiat" lub "Superfiat". Był to luksusowy model wyposażony w silnik V12 o pojemności 7 litrów wyprodukowany w niewielkiej liczbie egzemplarzy w latach 1921–1922.